# Autoroute A25 (Portugal)
Pour les articles homonymes, voir A25.
L'autoroute portugaise  E 80 relie Aveiro à Vilar Formoso en passant par Viseu et Guarda. Elle relie le littoral centre portugais à sa principale frontière intérieure centre. Sa longueur est de 197 kilomètres. C'est une autoroute très utilisée par les poids lourds.
L'A25 est un axe majeur du territoire portugais.
En 2014, le projet de la création d'une liaison frontalière est lancé entre l'Espagne et le Portugal. Cependant, le commencement des travaux prend de nombreux retards. Côté espagnol, le tronçon manquant de l'A-62 (5 km) est finalement achevée en 2019 mais seulement une partie (1,8 km) est ouverte, en attente de la finalisation de l'infrastructure côté portugais. Cette dernière (3,5 km) ne sera en service que d'ici 2021. 
Ces autoroutes se rejoindront donc pour former une nouvelle frontière européenne.
L'A25 est payante entre Aveiro et Albergaria-a-Velha depuis le 15 octobre 2010 (à la suite de la politique du gouvernement de supprimer les SCUT). Le péage de ce tronçon est assuré par des portiques automatiques en flux libre (free-flow) et coute 1€45.
Le tronçon entre Albergaria-a-Velha et Vilar Formoso est également payant depuis le 8 décembre 2011 pour les mêmes raisons et coute 15€65.
L'A25 est gratuite depuis le 1er janvier 2025.Autoroute gratuite au Portugal

## Baisse du nombre d'accidents
L'A25 a remplacé l' IP 5  qui était la route la plus accidentogène du pays et l'une des plus accidentogènes du monde.
Les premières études faites fin 2007 tendent à prouver que la mise en service de l'A25 a considérablement fait baisser le nombre d'accidents sur cet axe majeur.
| Types d'accidents      | IP 5 (2000) | A 25 (2007) | Évolution |
| ---------------------- | ----------- | ----------- | --------- |
| Accidents avec blessés | 134         | 164         | + 3 %     |
| Accidents mortels      | 17          | 9           | - 76 %    |

Le 23 août 2010 s'est produit le plus grave accident depuis l'inauguration de l'A25 faisant 5 morts et 72 blessés. Le Monde Le Parisien

## Diminution du temps de parcours
Grâce à la mise en service de l'A25, il ne faut plus désormais qu'un peu plus d'1h30 pour relier Aveiro à Vilar Formoso, ce qui n'était possible de faire qu'en 2h30 avec l' IP 5 .

## État des tronçons
| Tronçon                         | État (2011)                                                         | km   |
| ------------------------------- | ------------------------------------------------------------------- | ---- |
| Praia da Barra - Aveiro         | En service depuis 1999 (Concession: SCUT da Costa da Prata)         | 7,7  |
| Aveiro -                        | En service depuis 1991 (Concession: SCUT da Costa da Prata)         | 16,7 |
| - Albergaria-a-Velha            | En service depuis 2001 (Concession: SCUT das Beiras Litoral e Alta) | 4,7  |
| Albergaria-a-Velha - Boa Aldeia | En service depuis 2005 (Concession: SCUT das Beiras Litoral e Alta) | 46,4 |
| Boa Aldeia - Guarda             | En service depuis 2006 (Concession: SCUT das Beiras Litoral e Alta) | 85,7 |
| Guarda - Vilar Formoso          | En service depuis 2004 (Concession: SCUT das Beiras Litoral e Alta) | 35,8 |
| Vilar Formoso - Espagne         | En service depuis 2021 (Concession: SCUT das Beiras Litoral e Alta) | 3,5  |

## Trafic
| Section                                   | Trafic en 2010 (véhicules/jour) |
| ----------------------------------------- | ------------------------------- |
| Gafanha da Encarnação - Gafanha da Nazaré | 25924                           |
| Gafanha da Nazaré - Aveiro-Centre         | 35133                           |
| Aveiro-Centre - Esgueira                  | 26640                           |
| Esgueira -                                | 31968                           |
| - Angeja ()                               | 44383                           |
| Angeja () -                               | 32697                           |
| - Albergaria-a-Velha                      | 26261                           |
| Albergaria-a-Velha - Carvoeiro            | 20487                           |
| Carvoeiro - Talhadas                      | 17180                           |
| Talhadas - Reigoso                        | 18840                           |
| Reigoso - Cambarinho                      | 17989                           |
| Cambarinho - Vouzela-Ouest                | 16987                           |
| Vouzela-Ouest - Vouzela-Est               | 16991                           |
| Vouzela-Est - Sacorelhe                   | 16575                           |
| Sacorelhe - Boa Aldeia                    | 16633                           |
| Boa Aldeia -                              | 12961                           |
| - Viseu-Sud                               | 15538                           |
| Viseu-Sud - Viseu-Nord                    | 10863                           |
| Viseu-Nord - Fragosela                    | 14456                           |
| Fragosela - Fagilde                       | 19230                           |
| Fagilde - Mangualde                       | 18658                           |
| Mangualde - Chãs de Tavares               | 12548                           |
| Chãs de Tavares - Fornos de Algodres      | 11599                           |
| Fornos de Algodres - Vila Boa de Mondego  | 11555                           |
| Vila Boa de Mondego - Celorico da Beira   | 11268                           |
| Celorico da Beira - Ratoeira-Ouest        | 12192                           |
| Ratoeira-Ouest - Ratoeira-Est             | 14453                           |
| Ratoeira-Est - Guarda                     | 14673                           |
| Guarda -                                  | 11553                           |
| - Pinzio                                  | 9209                            |
| Pinzio - Leomil                           | 8880                            |
| Leomil - Vilar Formoso                    | 8095                            |

## Capacité
| Section          | Capacité | Longueur |
| ---------------- | -------- | -------- |
| Aveiro - Espagne |          | 198 km   |

## Itinéraire

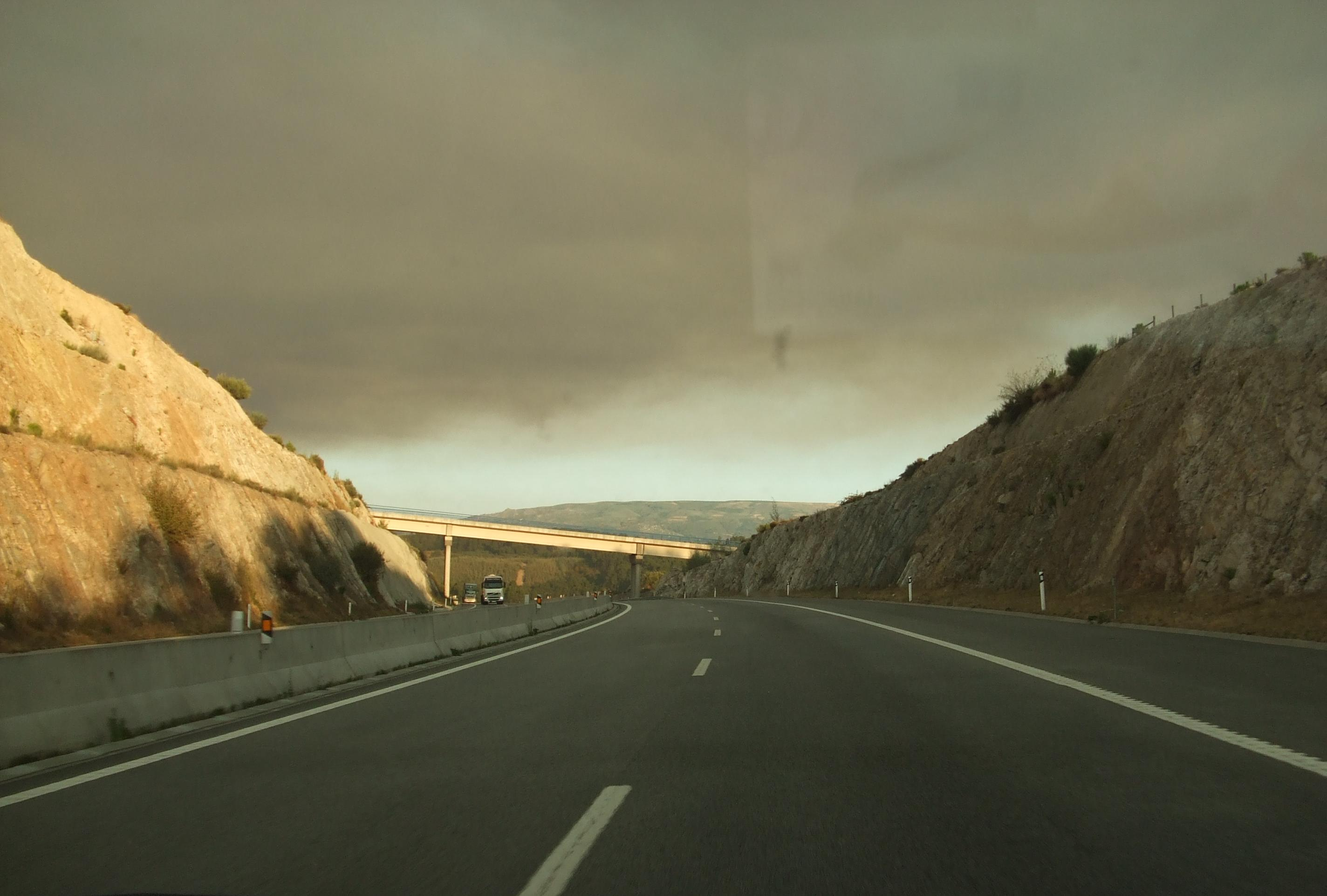
A25 entre Chãs de Tavares et Fornos de Algodres

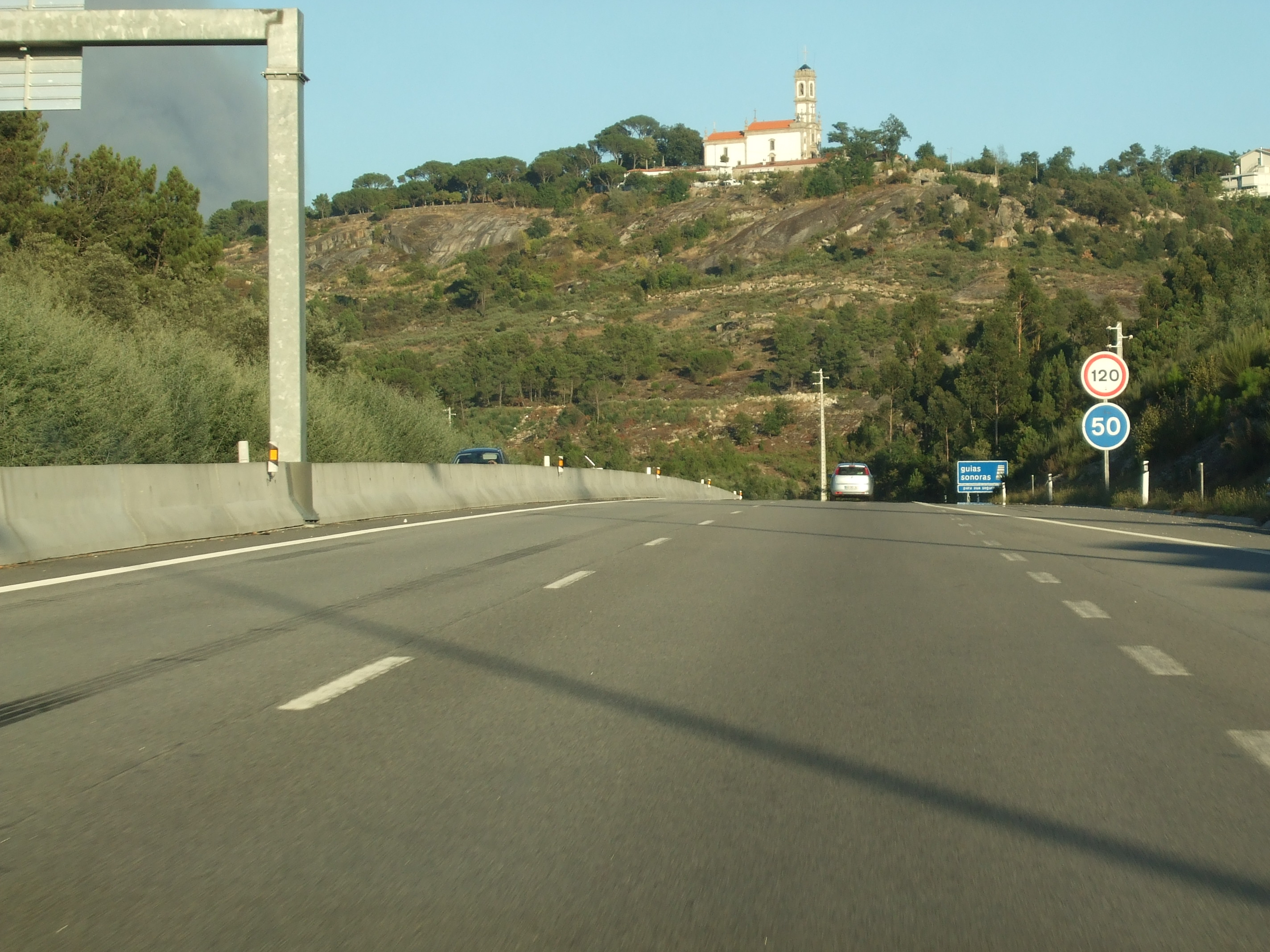
Capela de Nossa Senhora do Castelo de Mangualde vu de l'Autoroute A25

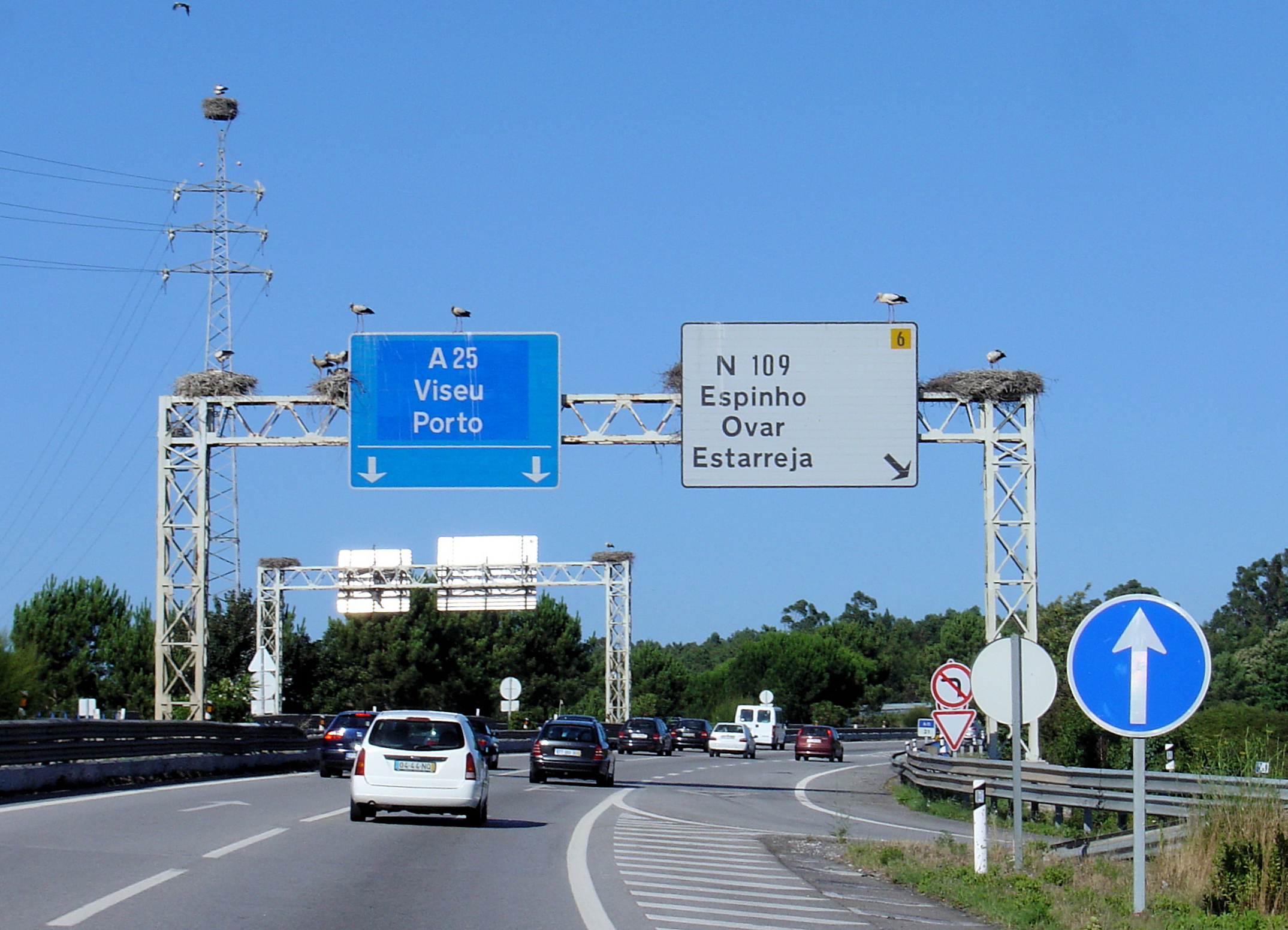
A25 à proximité d'Aveiro

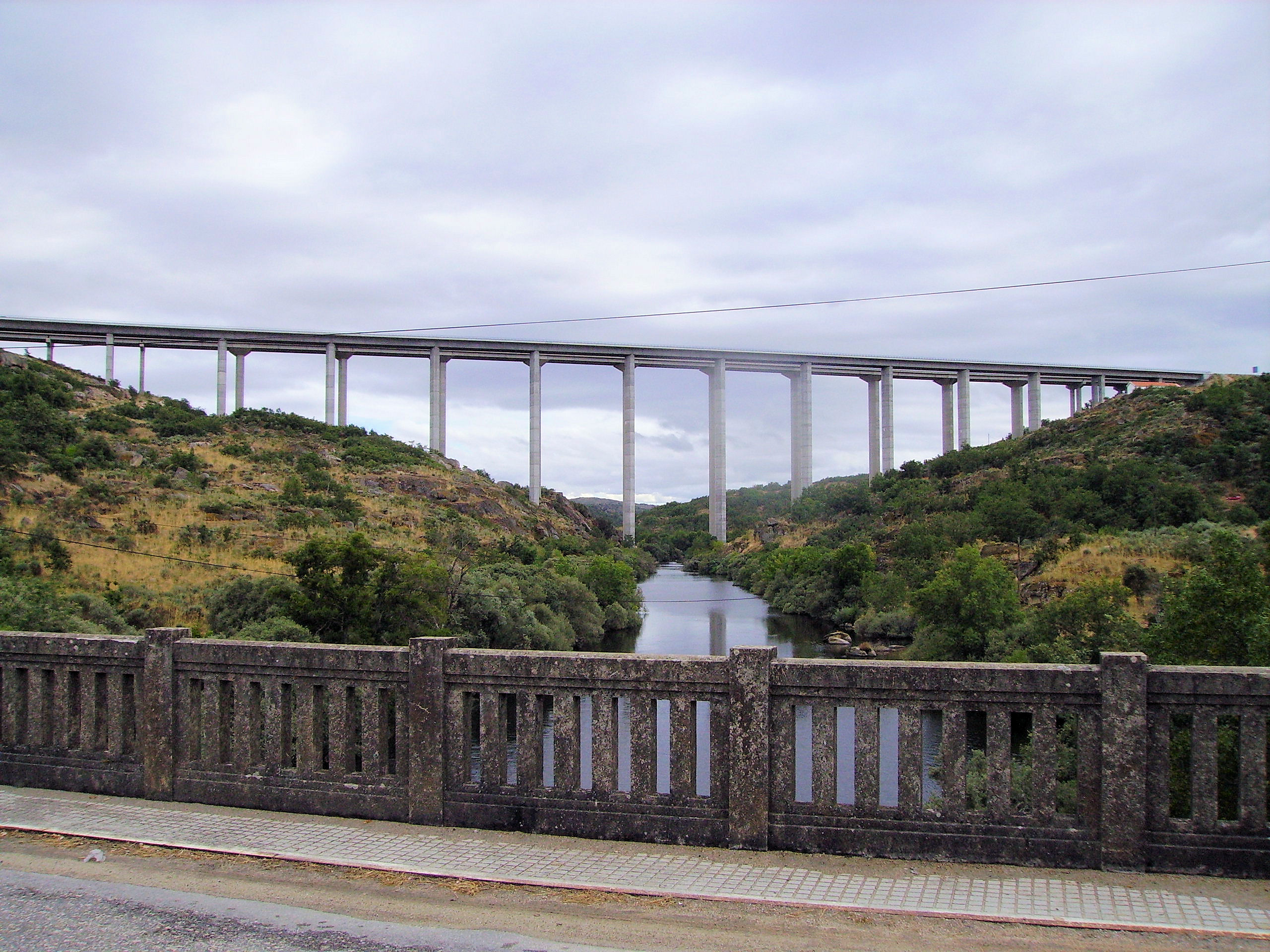
Viaduc sur la rivière Côa - Vue depuis le pont S.Roque

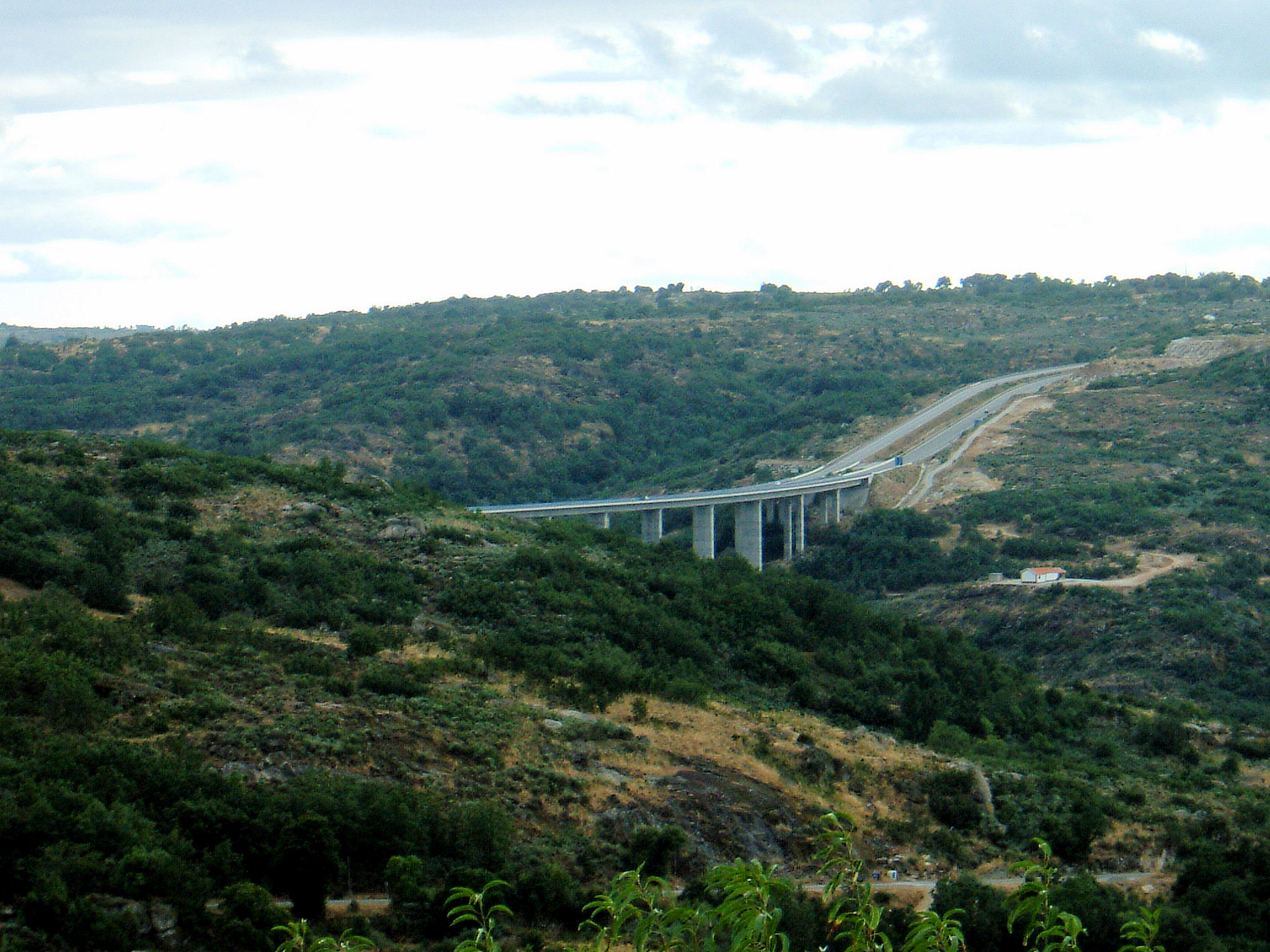
Vue depuis Castelo Bom à 7 km de la frontière espagnole

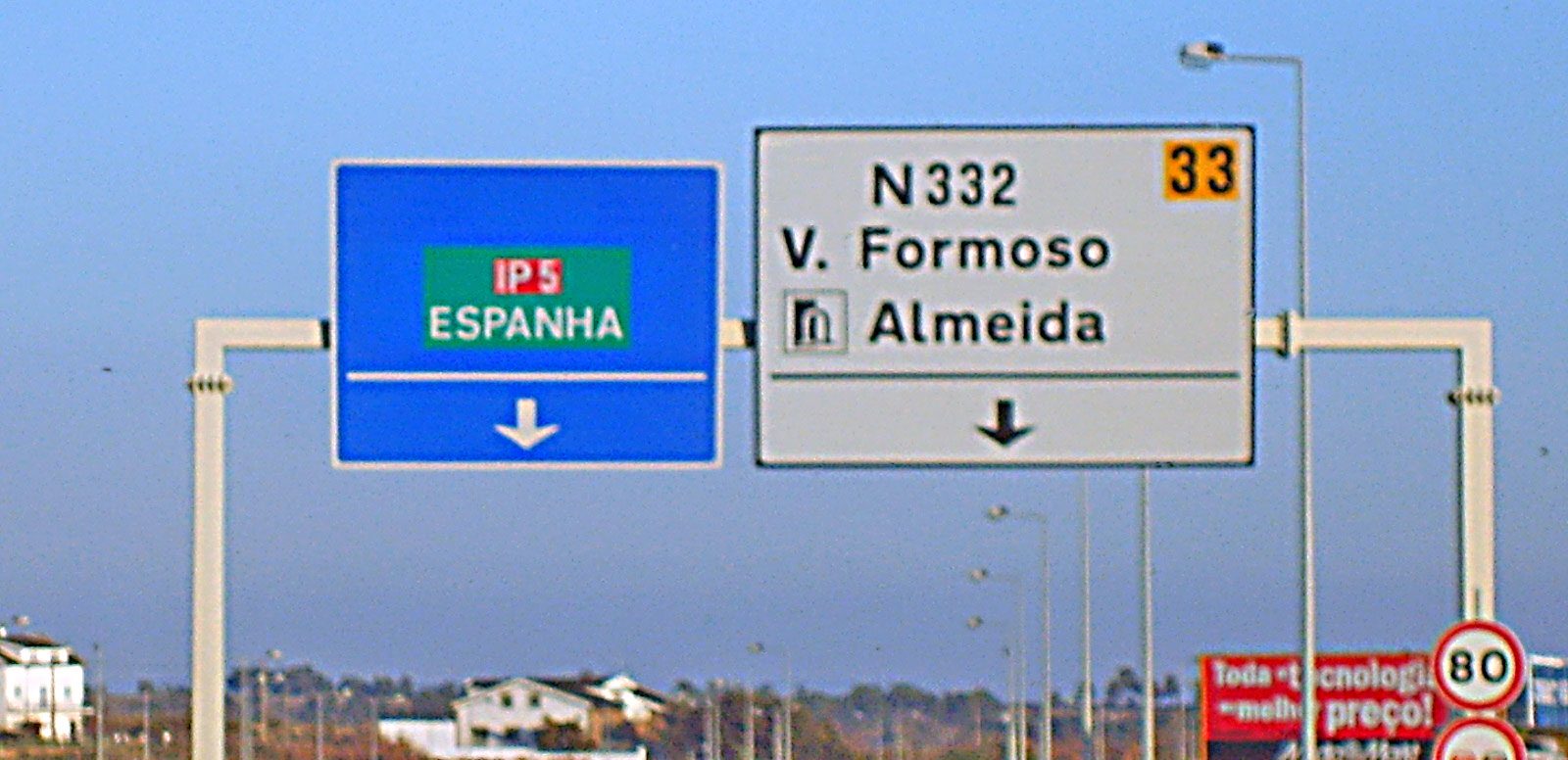
Fin provisoire de l'A25 à hauteur de Vilar Formoso

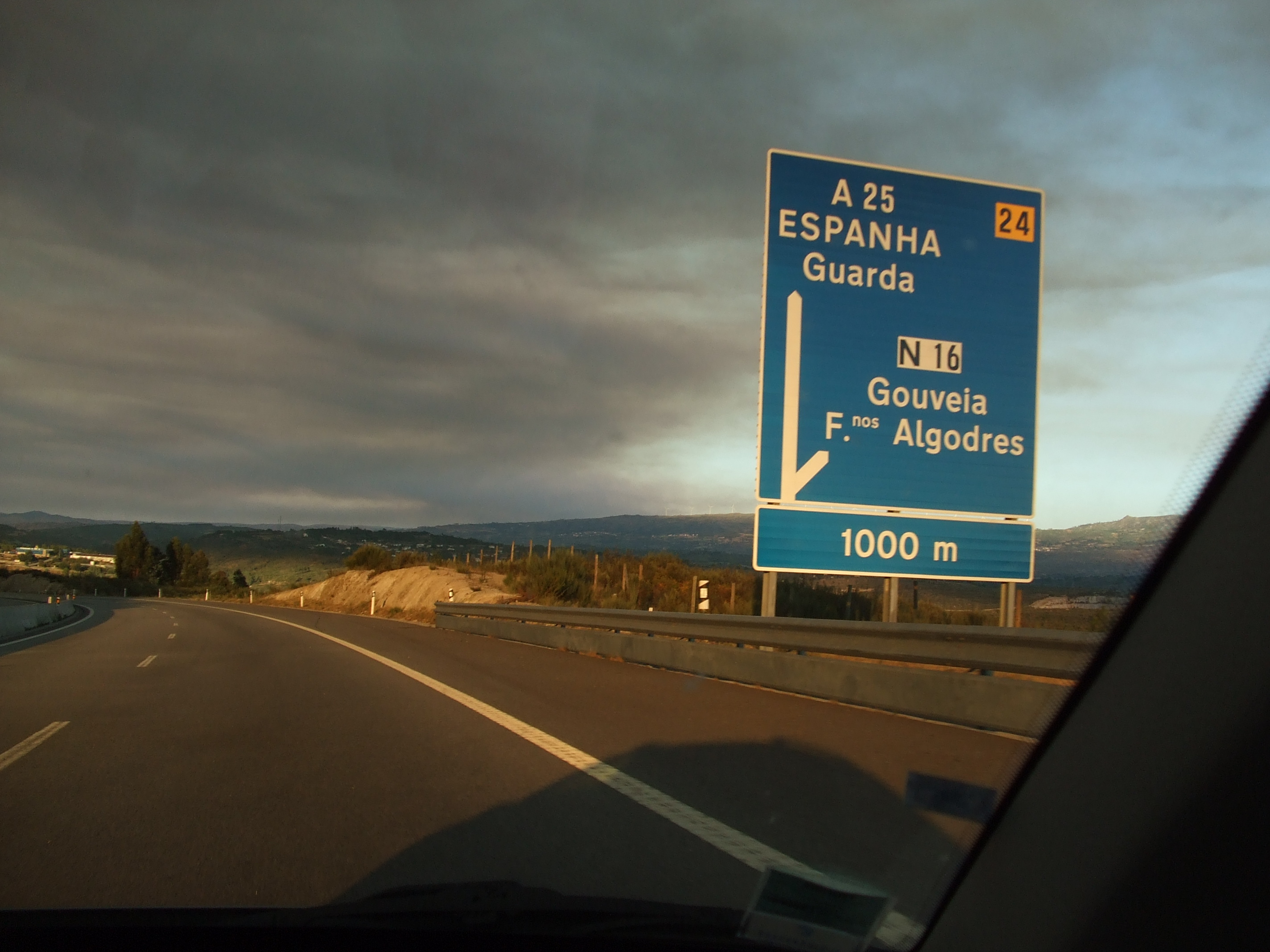
Sortie 24 pour Fornos de Algodres et Gouveia

| Sorties                                          | Villes                                |
| ------------------------------------------------ | ------------------------------------- |
| 01                                               | Gafanha da Encarnação                 |
| 01A                                              | Trafic local                          |
| Aire de service de Barra (km 2)                  |                                       |
| 02                                               | Gafanha da Nazaré                     |
| 03                                               | Aveiro-Centre                         |
| 04                                               | Aveiro-Est                            |
| Portique de péage de Esgueira - € 0,55           |                                       |
| 05                                               | Mira - Figueira da Foz                |
| 05A                                              | Aveiro (Stade)                        |
| Aire de service de Aveiro (km 15)                |                                       |
| Portique de péage de Cacia - € 0,65              |                                       |
| 06                                               | Angeja Estarreja                      |
| Portique de péage de Angeja - € 0,25             |                                       |
| 07                                               | Porto Coimbra                         |
| Portique de péage de Sobreiro - € 0,70           |                                       |
| 08                                               | Albergaria-a-Velha N 1 Águeda N 1     |
| 09                                               | Carvoeiro                             |
| Portique de péage de Talhadas - € 1,60           |                                       |
| 10                                               | Talhadas                              |
| 11                                               | Reigoso                               |
| Aire de service de Vouzela (km 53)               |                                       |
| Portique de péage de Campia - € 1,05             |                                       |
| 12                                               | Cambarinho Paredes Velhas             |
| 13                                               | Cambra Vouzela                        |
| 14                                               | Trafic local IP 5                     |
| Portique de péage de Ventosa - € 1,20            |                                       |
| 15                                               | Sacorelhe                             |
| 16                                               | Vila Chã do Monte Boa Aldeia          |
| Portique de péage de Torredeita - € 0,95         |                                       |
| 17                                               | Vila Real Coimbra IP 3                |
| Aire de service de Viseu (km 87)                 |                                       |
| 18                                               | Viseu-Sud                             |
| Portique de péage de Berbeita - € 0,90           |                                       |
| 19                                               | Viseu-Nord IP 5                       |
| 20                                               | Viseu-Est Fragosela                   |
| Portique de péage de Fagilde - € 0,65            |                                       |
| 21                                               | Fagilde                               |
| Aire de service de Fagilde (km 103)              |                                       |
| 22                                               | Mangualde - Coimbra N 234             |
| Portique de péage de Mangualde - € 1,45          |                                       |
| 23                                               | Chãs de Tavares                       |
| 24                                               | Fornos de Algodres                    |
| Portique de péage de Fornos de Algodres - € 1,85 |                                       |
| 25                                               | Celorico da Beira Vila Boa de Mondego |
| 26                                               | Celorico da Beira                     |
| Aire de service de Celorico (km 143)             |                                       |
| 27                                               | Ratoeira                              |
| Portique de péage de Ratoeira - € 0,55           |                                       |
| 28                                               | Trafic local IP 5                     |
| 28A                                              | Trancoso - Bragance IP 2              |
| Portique de péage de Guarda - € 1,55             |                                       |
| 29                                               | Guarda-Nord                           |
| 30                                               | Arrifana Guarda-Est - Covilhã         |
| Portique de péage de Pinzio - € 1,45             |                                       |
| 31                                               | Pinzio                                |
| 32                                               | Leomil                                |
| Aire de service de Leomil (km 187)               |                                       |
| Portique de péage de Castelo Bom - € 1,75        |                                       |
| 33                                               | Vilar Formoso IP 5                    |
| 34                                               | Fuentes de Oñoro (Espagne)            |
| Frontière Espagne - Portugal                     |                                       |
|                                                  | Autoroute de Castille A-62 E-80       |